# Codex Urbinas

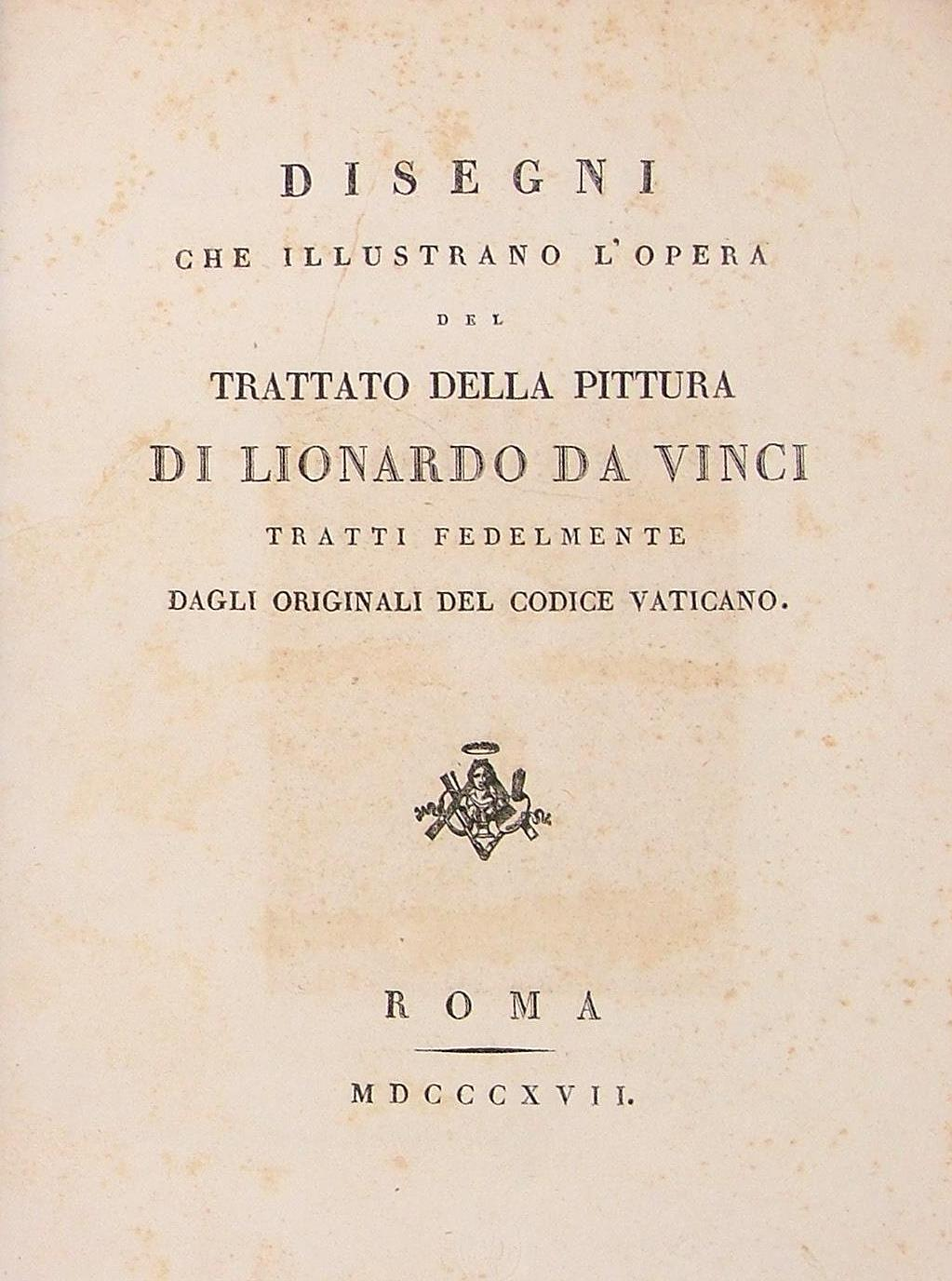
Un tratat de pictură (Trattato della pittura), ediţia tipărită din 1717

Codex Urbinas este un codex realizat de Leonardo da Vinci în 1508, aflat la Biblioteca Vaticană. Codexul cuprinde selecții din diferite manuscrise și caiete realizate de Francesco Melzi în jurul anului 1530. O ediție prescurtată a lucrării a fost publicată în Paris în 1651 cu numele Trattato della Pittura (în limba italiană).